# Umm Amud
Umm Amud – wieś w Syrii, w muhafazie Aleppo. W 2004 roku liczyła 1968 mieszkańców.